# NGC 7340
NGC 7340 is een elliptisch sterrenstelsel in het sterrenbeeld Pegasus. Het hemelobject werd op 10 september 1849 ontdekt door Johnstone Stoney, assistent van de Ierse astronoom William Parsons.

## Synoniemen
- MCG 6-49-52
- ZWG 514.75
- NPM1G +34.0452
- PGC 69362